# Muxerath

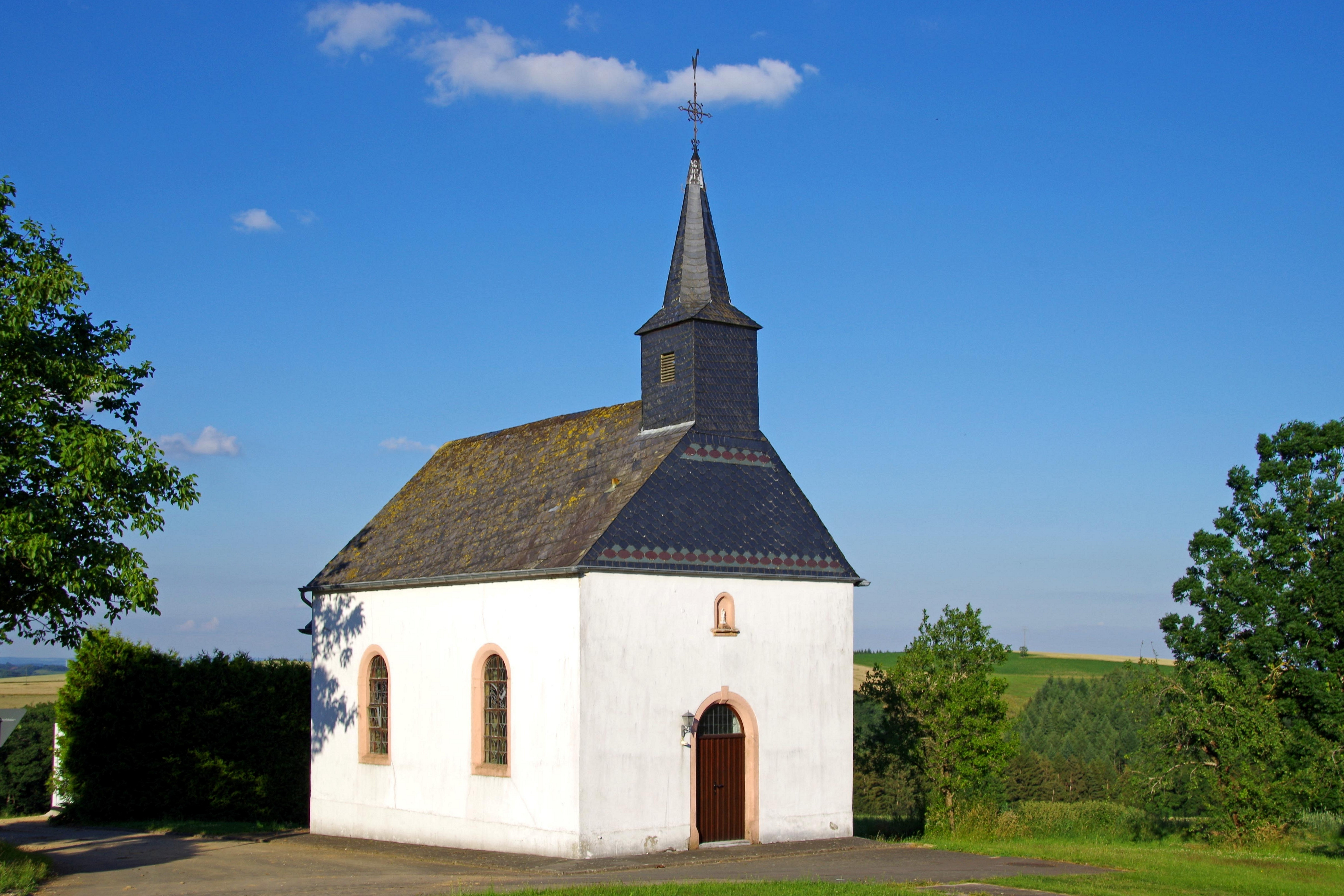
St. Donatus (Muxerath) von Westen

Muxerath ist eine Ortsgemeinde im Eifelkreis Bitburg-Prüm in Rheinland-Pfalz. Sie gehört der Verbandsgemeinde Südeifel an.

## Geographie
Muxerath liegt an der 535 Meter hohen Muxerather Höhe, rund 2 km südwestlich von Neuerburg. Zur Gemeinde gehören auch der Weiler Görgenhof sowie die Wohnplätze Ackelshof, Friesbornerhof, Kreutzdorf und Steinshof.
Nachbarorte von Muxerath sind die Stadt Neuerburg im Nordosten sowie die Ortsgemeinden Obergeckler im Südosten, Nasingen im Süden, Berscheid im Südwesten, Koxhausen im Westen und Hütten im Nordwesten.

## Geschichte
1501 wurde der Ort erstmals als Motzerait erwähnt. Der Ort verfügt über eine kleine Kapelle, die der Pfarrei Neuerburg angehört. Bis zur Besetzung des linken Rheinufers 1794 durch französische Revolutionstruppen gehörte Muxerath zur luxemburgischen Herrschaft Neuerburg. Mit der Annexion wurde die gesamte Region Teil der Französischen Republik (bis 1804) und anschließend des Französischen Kaiserreichs. Verwaltungsmäßig wurde Muxerath der Mairie Lahr im Kanton Neuerburg des Arrondissements Bitburg im Wälderdepartement zugeordnet. Nach der Niederlage Napoleons kam der Ort aufgrund der 1815 auf dem Wiener Kongress getroffenen Vereinbarungen zum Königreich Preußen und gehörte nun zur Bürgermeisterei Lahr im Landkreis Bitburg des Regierungsbezirks Trier, der 1822 Teil der neu gebildeten preußischen Rheinprovinz wurde. Die Bürgermeisterei Lahr ging 1861 in die Bürgermeisterei Neuerburg-Land auf.
Nach dem Ersten Weltkrieg gehörte die Region zum französischen Teil der Alliierten Rheinlandbesetzung. Im Anschluss des Zweiten Weltkrieges kam Muxerath zur französischen Besatzungszone und wurde 1946 Teil des damals neu gebildeten Landes Rheinland-Pfalz.
1910 betrug die Einwohnerzahl 103, seither ist sie vor allem durch Landflucht rückläufig.
Statistik zur Einwohnerentwicklung
Die Entwicklung der Einwohnerzahl der Gemeinde Muxerath, die Werte von 1871 bis 1987 beruhen auf Volkszählungen:
| Jahr | Einwohner |
| ---- | --------- |
| 1815 | 65        |
| 1835 | 79        |
| 1871 | 119       |
| 1905 | 105       |
| 1939 | 103       |
| 1950 | 99        |
| 1961 | 83        |

| Jahr | Einwohner |
| ---- | --------- |
| 1970 | 82        |
| 1987 | 75        |
| 1997 | 55        |
| 2005 | 51        |
| 2011 | 54        |
| 2017 | 51        |
| 2023 | 37        |

## Politik

### Gemeinderat
Der Gemeinderat in Muxerath besteht aus sechs Ratsmitgliedern, die bei der Kommunalwahl am 9. Juni 2024 in einer Mehrheitswahl gewählt wurden, und der ehrenamtlichen Ortsbürgermeisterin als Vorsitzender.

### Bürgermeister
Petra Rossler wurde am 17. Januar 2022 Ortsbürgermeisterin von Muxerath. Bei der Direktwahl am 12. Dezember 2021 war sie für die restliche Wahlperiode bis Mitte 2024 gewählt worden. Bei der Direktwahl am 9. Juni 2024 wurde sie als einzige Bewerberin mit einem Stimmenanteil von 70,4 % für weitere fünf Jahre in ihrem Amt bestätigt.
Rosslers Vorgänger Rudolf Bretz hatte das Amt von 1994 bis 2021 inne.

## Sehenswürdigkeiten
Neben der Kapelle sind als Baudenkmäler der Friesborner Hof und der Steinshof nördlich des Ortes sowie die Alte Schmiede zu nennen. Unweit des Ortes befinden sich auch die Reste eines Westwallbunkers.
Siehe auch: Liste der Kulturdenkmäler in Muxerath

## Wirtschaft und Infrastruktur

### Gewerbe
Muxerath ist eine traditionell landwirtschaftlich geprägte Gemeinde.

### Verkehr
Die Gemeinde wird von der Kreisstraße K 53 an das regionale Straßennetz angeschlossen.